# 215463 Jobse
215463 Jobse è un asteroide della fascia principale. Scoperto nel 2002, presenta un'orbita caratterizzata da un semiasse maggiore pari a 2,4115230 UA e da un'eccentricità di 0,1568725, inclinata di 2,37713° rispetto all'eclittica.
L'asteroide è dedicato all'astrofilo olandese Klaas Jobse.